# Deltadromeus
Deltadromeus ("deltarenner") is een geslacht van middelgrote therepode dinosauriërs, behorend tot de Neoceratosauria, dat tijdens het late Krijt leefde in het gebied van het huidige Marokko. De typesoort is Deltadromaeus agilis.

## Ontdekking en naamgeving
In 1996 werd het holotype, SGM-Din2, door Paul Sereno gevonden in een delta in Marokko, meer bepaald in de Kem Kem-regio, in een stratum uit de Kem Kem-lagen die stammen uit het Cenomanien. Het bestaat uit een gedeeltelijk skelet zonder schedel. Bewaard zijn gebleven: een gedeeltelijke nekrib; twee wervelbogen van de voorste ruggenwervels, twee ribben, twee buikribben; drieëntwintig staartwervels; acht chevrons; de bovenkant van een schouderblad; een gedeeltelijk ravenbeksbeen, een gedeeltelijk opperarmbeen; de bovenkant van een spaakbeen en ellepijp, een gedeeltelijk darmbeen; delen van de zitbeenderen; het dijbeen; een gedeeltelijk scheenbeen en kuitbeen; een stuk sprongbeen; het calcaneum en voetbeenderen. Sereno meende ook een onderkant van een schaambeen ontdekt te hebben maar dat bleek later de onderkant van een zitbeen te zijn; daarentegen werden enkele niet door Sereno geïdentificeerde botfragmenten als mogelijke delen van de schaambeenderen verklaard.
Een tweede exemplaar, IPHG 1912 VIII, was oorspronkelijk beschreven als een lid van het geslacht Bahariasaurus door Ernst Stromer, maar werd in 1996 door Sereno herkend als een deltadromeus. Het bestaat uit een ravenbeksbeen en delen van het bekken en een achterpoot. Van sommige elementen van dit laatste exemplaar wordt door andere onderzoekers ontkent dat het aan Deltadromeus toebehoort.
In 1996 werd de typesoort Deltadromeus agilis benoemd en kort beschreven door Sereno, Didier Dutheil, Mohamed Iarochène, Hans Larsson, Gabrielle Lyon, Paul Magwene, Christian Sidor, David Varricchio en Jeffrey Wilson. De geslachtsnaam is afgeleid van het Klassiek Griekse δέλτα, delta, "de letter D", en δρομεύς, dromeus, "renner". De soortaanduiding betekent "de wendbare" in het Latijn.
In 2025 concludeerde een studie dat Deltadromeus een jonger synoniem is van Bahariasaurus.

## Beschrijving

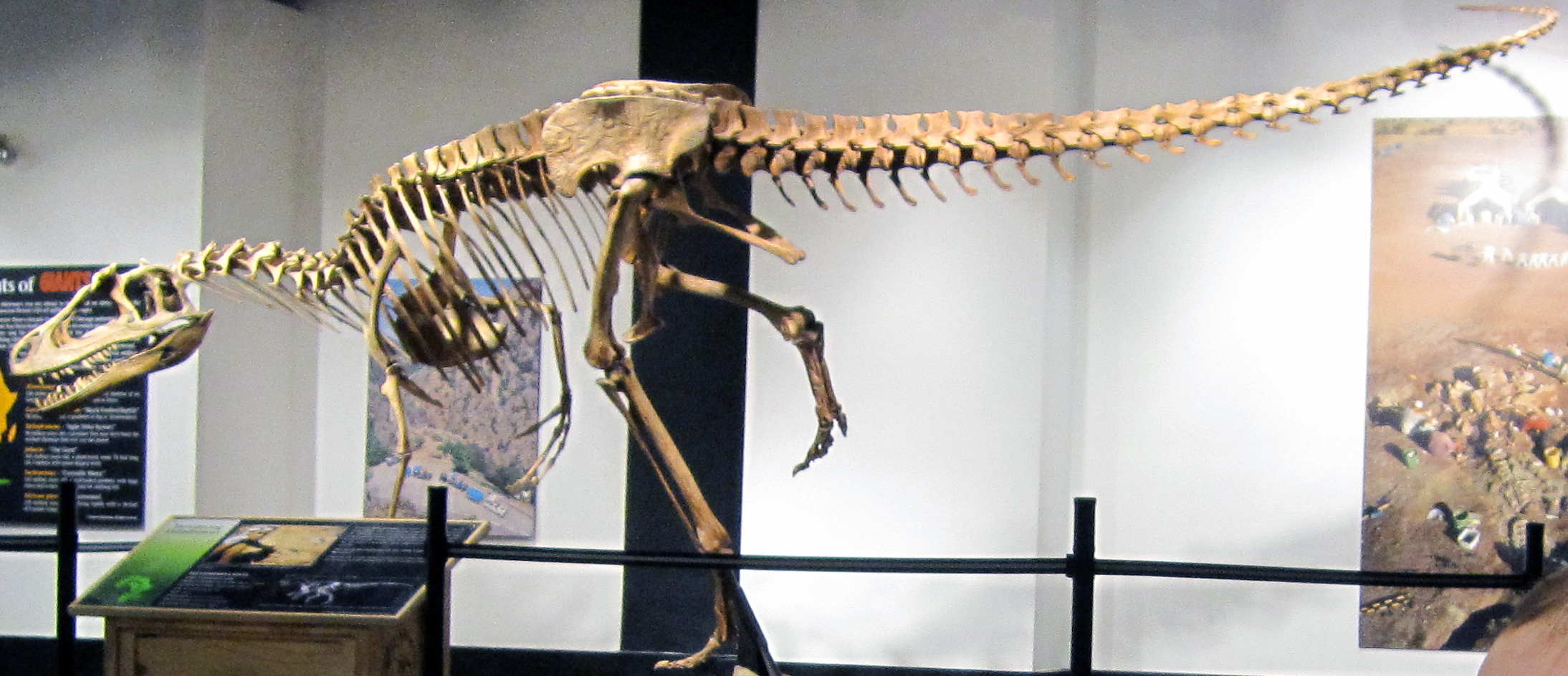
Reconstructie van het skelet, de schedel is gebaseerd op de vermoedelijk foute veronderstelling dat het om een coelurosauriër zou gaan

Het holotype van Deltadromeus is ongeveer acht meter lang en 2,5 meter hoog. Sereno beschreef de achterpoten als "opmerkelijk lichtgebouwd". De skeletelementen hebben ongeveer 50 tot 60% van de doorsnede van een exemplaar van Allosaurus van dezelfde grootte. De voorpoten zijn relatief lang en het ravenbeksbeen en het aangrenzende deel van het schouderblad zijn opvallend breed. De vierde trochanter op het dijbeen is gereduceerd tot een lage richel. Er bevindt zich een diepe groeve op de bovenzijde van het kuitbeen. Dit is de totale kwalitatieve beschrijving die Sereno in de hoofdtekst gaf. Autapomorfieën werden daarin niet aangegeven maar wel in een voetnoot: de voorste staartwervels hebben brede rechthoekige doornuitsteeksels; het ravenbeksbeen en de processus acromialis van het schouderblad zijn wijd van voren naar achteren verbreed; het ravenbeksbeen heeft een ondiepe inkeping in de voorrand; de middelste schacht van het zitbeen is sterk verticaal verkort; het dijbeen heeft op een vrij lage positie een bijkomende trochanter; de binnenste onderste gewrichtsknobbel van het dijbeen steekt naar voren uit; de onderste gewrichtsknobbels van het vierde middenvoetsbeen zijn gereduceerd. Het probleem met deze diagnose is dat zij ervan uitgaat dat Deltadromeus een lid van de Coelurosauria is en dus afwijkingen van de typische bouw van deze groep opsomt. Kwantitatieve gegevens werden geleverd in de vorm van een tabel aan metingen die leert dat het opperarmbeen 328 millimeter lang is bij een doorsnede van tweeëntwintig millimeter en het derde middenvoetsbeen vijfenveertig centimeter bij een even grote doorsnede.

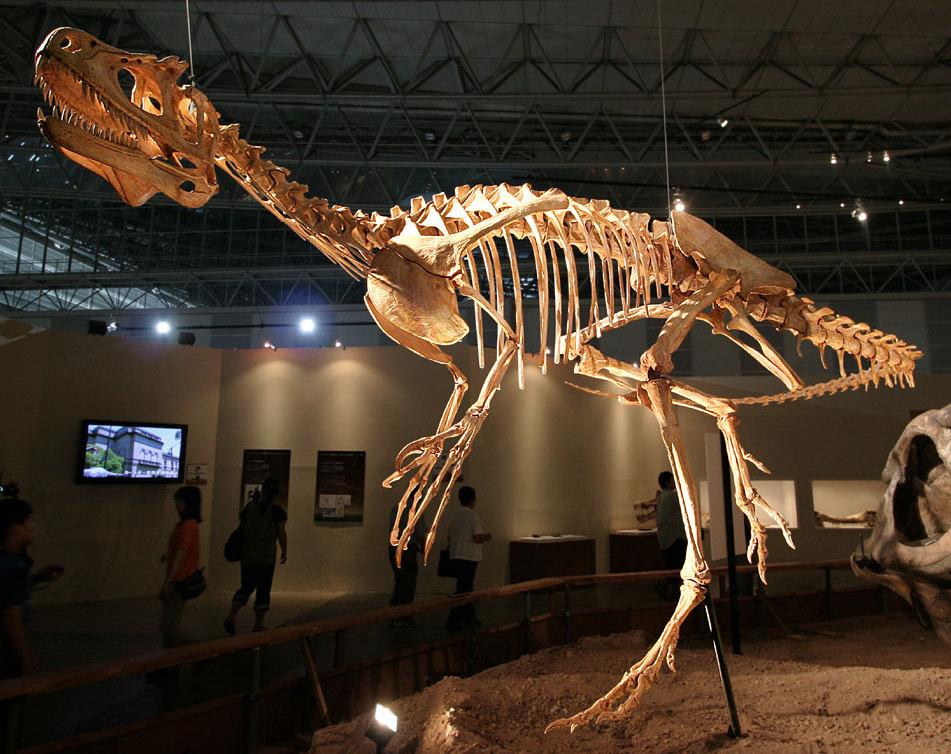
Deltadromeus heeft een erg groot ravenbeksbeen

Een later opgevallen eigenschap is dat het derde middenvoetsbeen een klokvormige doorsnede heeft waarbij het bovenvlak en de zoolzijde over de overeenkomende vlakken van het tweede en vierde middenvoetsbeen heen stulpen, een zeer basaal kenmerk. De dijbeenkop is van voor naar achter erg nauw. De vierde trochanter is laag gelegen.
Het tweede exemplaar was behoorlijk groter. Het dijbeen was 1,22 meter lang, dat van SGM-Din2 "maar" 0,74 meter. Van het tweede specimen is de lengte geschat op wel 13,3 meter en het gewicht op 3,5 ton. Dit zou Deltadromeus tot een van de grootste theropoden maken. Zowel van Deltadromeus als van de verwante of zelfs synonieme Bahariasaurus is geen schedel gevonden ook al worden in de fossielenhandel vaak tanden van roofsauriërs verkocht als zijnde van Deltadromeus.

## Fylogenie
Volgens de oorspronkelijke beschrijving van Sereno was Deltadromeus een lid van de Coelurosauria. Latere analyses hadden echter een geheel andere uitkomst en plaatsten de soort in de Neoceratosauria. Daarbinnen zou het een lid gewest kunnen zijn van de Abelisauroidea, meer bepaaldelijk de Noasauridae.